# 134-я стрелковая дивизия (1-го формирования)
134-я стрелковая дивизия — стрелковое соединение РККА Вооружённых сил СССР, до и во время Великой Отечественной войны.
Сокращённое действительное наименование стрелкового формирования, применяемое в документах — 134 сд.

## История
С лета 1939 года в Мариуполе, в Харьковском военном округе, на базе 80-й стрелковой дивизии имени Пролетариата Донбасса, началось сформирование стрелковой дивизии с войсковым № 134.
Позднее (в 1940 году) она вошла в состав 25-го стрелкового корпуса, в другом источнике указано что с мая 1941 года.
В начале Великой Отечественной войны формирование, находившееся в Святогорских лагерях (Предвоенный адрес: Полтавская область, город Золотоноша, п/я 30, полевая почта 878), в составе корпуса было передислоцировано на витебское направление. Там 11 июля 1941 года соединение попало под удар мотомеханизированных частей 19-й танковой дивизии 57-го моторизированного корпуса 3-й танковой группы, группы армий «Центр» Вооружённых сил нацистской Германии. Несмотря на приказ об отступлении, полученный 12 июля, комбриг В. К. Базаров по каким-то причинам его не выполнил и оставался на месте и руководил обороной, позже собрав остатки дивизии, он начал её вывод из окружения, двигаясь уже по немецким тылам к городу Велиж.
20 июля в бою дивизия понесла тяжёлые потери: до 2 000 человек убитыми и ранеными, потеряв два дивизиона артиллерии, две батареи полковой артиллерии, другое вооружение и военную технику. 27 июля небольшая группа военнослужащих 134-й дивизии вышла из окружения к реке Вопь в районе 50 — 60 километров южнее города Белый, возглавлявший группу комбриг В. К. Базаров погиб. Остальные части дивизии и корпуса позднее вышли с группой генерала И. В. Болдина.
В конце августа дивизия в составе 30-й, затем 29-й армий Западного фронта вела оборонительные бои западнее города Белый, затем была выведена в резерв фронта. С 3 октября она вошла в 19-ю армию и участвовала в Вяземской оборонительной операции, ведя бои в окружении. К 20 октября она сумела выйти из окружения, после чего была переформирована.

## Командование
- Командир дивизии (15 сентября 1939 — 27 июля 1941) — комбриг Базаров, Владимир Кузьмич — убит 27 июля 1941 года в районе д. Махова (Мохово) Смоленской области, там же похоронен[2].
- Командир дивизии (01.08.1941 — 30.11.1941) полковник Зашибалов, Михаил Арсентьевич[3].
- Комиссар дивизии — Кузнецов Виктор Григорьевич[4].
- Начальник штаба дивизии — подполковник Светличный Василий Андреевич[5].
- Начальник политотдела — батальонный комиссар Хрусталёв.
- Начальник артиллерии — подполковник Глушков Андрей Яковлевич[6].

## Состав
- управление
- 515-й стрелковый полк — командир майор Аксёнов Даниил Афанасьевич (приказ Народного Комиссара Обороны Союза ССР № 0069, от 5.4.1941 г.) пропал без вести в сентябре 1941 года.
- 629-й стрелковый полк (на 20.06.1941 г. в г. Славянск) — командир майор Братанов, Григорий Иванович (находился в плену с 15.11.41 г. (из Смоленского «котла» вышел) по 25.04.45 г., освобождён). По другим данным[7] Хапичев Мартин Григорьевич (14.06.1941 — 08.09.1942).
- 738-й стрелковый полк — командиры: 
  - Степанов Степан Иванович (в октябре 1941 года попал в окружение и был захвачен в плен),
  - Краснопивцев Михаил Петрович (погиб 14.02.1942 г. в звании полковника (из Смоленского «котла» вышел)).
- 410-й лёгкий артиллерийский полк.
- 534-й гаубичный артиллерийский полк (на 01.07.1940 г. дислоцировался в г. Мариуполь, предвоенный почтовый адрес: г. Золотоноша, п/я 30 подразд.15).
- 235-й отдельный противотанковый дивизион.
- 156-й отдельный зенитно-артиллерийский дивизион.
- 156-й отдельный разведывательный батальон.
- 249-й отдельный сапёрный батальон.
- 229-й отдельный батальон связи (дислоцировался в г. Мариуполь).
- 103-й автотранспортный батальон.
- 235-й медико-санитарный батальон.
- 231-я отдельная рота химзащиты.
- 225-й полевой автохлебозавод.
- 878-я полевая почтовая станция.
- 412-я полевая касса Госбанка.

По состоянию на 22 июня 1941 года в 156 орб 134 сд имелась следующая бронетанковое вооружение: один БА-6, 11 Т-27, три Т-37А.